# Roaring Springs
La ville de Roaring Springs est située dans le comté de Motley, dans l’État du Texas, aux États-Unis. Sa population s’élevait à 234 habitants lors du recensement de 2010, estimée à 225 habitants en 2016.

## Source
- (en) Cet article est partiellement ou en totalité issu de l’article de Wikipédia en anglais intitulé « Roaring Springs, Texas » (voir la liste des auteurs).